# Ernst Schulte-Kellinghaus
Ernst Schulte-Kellinghaus (* 22. Juli 1947) ist ein ehemaliger deutscher Fußballspieler.
Mit dem Fußball begann er in den 1960er Jahren beim TSV Marl-Hüls in der alten zweitklassigen Fußball-Regionalliga West. Von 1968 bis 1970 absolvierte er für den TSV insgesamt 29 Regionalligaspiele und erzielte dabei ein Tor. In der Saison 1969/70 stieg er mit Marl-Hüls in das Amateurlager ab. Im ersten Jahr im Amateurlager, 1970/71, belegte er mit dem Absteiger in der Verbandsliga Westfalen hinter Meister SVA Gütersloh und der Hammer SpVg den dritten Rang. Hinter STV Horst-Emscher reichte es 1971/72 zur Vizemeisterschaft und zur Teilnahme an der Deutschen Amateurmeisterschaft. Im Finale um die Deutsche Fußball-Amateurmeisterschaft 1972 unterlag er mit den Marlern 1:2 gegen FSV Frankfurt, Schulte-Kellinghaus erzielte die zwischenzeitliche 1:0-Führung.
In der Folge wechselte er zum Regionalligisten Eintracht Gelsenkirchen, wo er 1973/74 – es war die letzte Saison der alten zweitklassigen Regionalliga-Ära – ebenfalls zweitklassig spielte und weitere 21 Ligaspiele mit zwei Toren absolvierte. 
Sein Sohn Sebastian Schulte-Kellinghaus (* 1981) ist ebenfalls Fußballspieler, er spielte beim VfB Homberg, SV Straelen, Viktoria Goch und TV Jahn Hiesfeld.